# Степаново (озеро, Карелия)
Степаново — пресноводное озеро на территории Кестеньгского сельского поселения Лоухского района Республики Карелии.

## Общие сведения
Площадь озера — 1,5 км². Располагается на высоте 114,3 метров над уровнем моря.
Форма озера неправильная треугольная. Берега несильно изрезанные, каменисто-песчаные, преимущественно возвышенные.
Из западной оконечности озера вытекает протока, впадающая в губу Степанова Тикшеозера, через которое протекает река Лопская. Лопская впадает в озеро Пажма, являющееся частью Ковдозера. Через последнее протекает река Ковда, впадающая, в свою очередь, в Белое море.
К востоку от озера проходит лесовозная дорога, ответвляющаяся от трассы Р21 («Кола»).
Населённые пункты вблизи водоёма отсутствуют.
Код объекта в государственном водном реестре — 02020000611102000001648.